# Torrent de la Morera
El torrent de la Morera és un torrent de l'Alt Urgell que desemboca al Segre.